# Кьявенна
Киаве́нна или Кьяве́нна (итал. Chiavenna, романш. Clavenna, нем. Cläven, Kleven) — город в Италии, в провинции Сондрио области Ломбардия. Располагается в долине Вальтеллина. В честь Кьявенны весь регион, прилегающий к северному берегу озера Комо, называется Кьявеннской долиной (Валькьявенна). Жители долины используют киавеннский диалект западноломбардского языка.

## Общие сведения
Население составляет 7263 человека (на 2004 г.), плотность населения составляет 659 чел./км². Занимает площадь 11 км². Почтовый индекс — 23022. Телефонный код — 0343.
Покровителем коммуны почитается святой Лаврентий Римский. Праздник ежегодно празднуется 10 августа.

## История
Исторически Кьявенна (лат. Clavenna), хотя и расположена на южном склоне Альп, относилась к Швабии, а при древних римлянах — к провинции Реция. Из Кьявенны римская дорога по Валле-Сплуга вела к Шплюгенпассу (горный перевал, известный как ворота в Швейцарию), откуда можно было без затруднений добраться в Кур. После падения римской власти Кьявенну как ключевой транспортный пункт сохранили за собой остготы. Чтобы отвоевать «ключ к Гельвеции», в эти места посылал свою армию Юстиниан.
В Средние века Кьявеннская долина была подчинена епископам Кура. О тех временах свидетельствует сохранившаяся в Кьявенне церковь св. Лаврентия с крещальней XII века. С начала XVI века Кьявенна — один из центров Реформации в составе Швейцарской конфедерации («Республика трёх лиг»), где находили убежище инакомыслящие и «еретики» со всей Италии. После вторжения французских революционных войск в 1797 года Кьявенна была присоединена к Цизальпинской республике и с тех пор разделяет исторические судьбы Ломбардии.

## В литературе
- О средневековом путешествии в Кьявенну повествует поэма А. К. Толстого «Дракон» (1875).